# StudiumPlus (Technische Hochschule Mittelhessen)

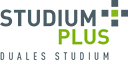
Logo von StudiumPlus

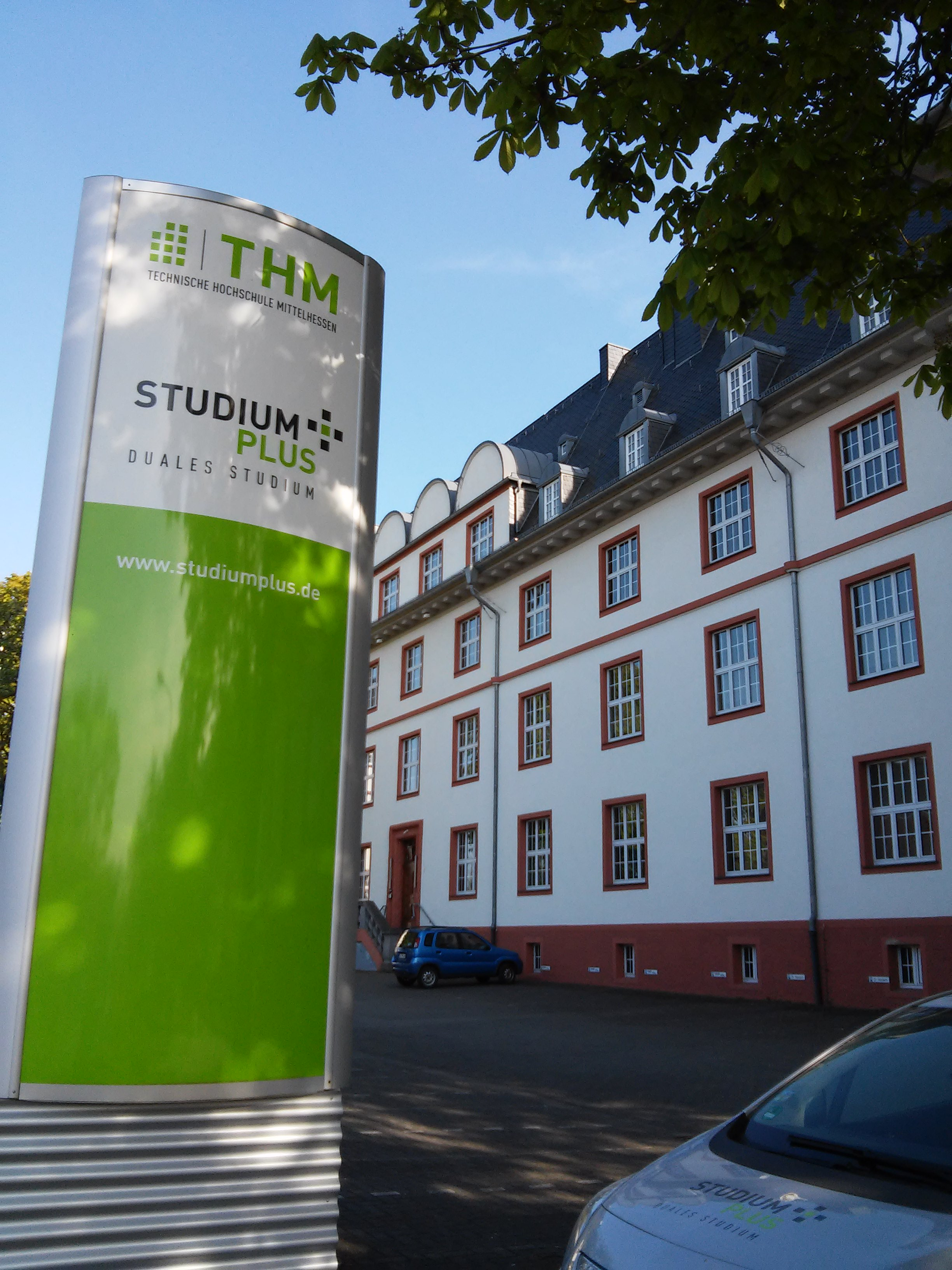
Campus Wetzlar

Unter der Bezeichnung StudiumPlus bietet das Wissenschaftliche Zentrum Duales Hochschulstudium (ZDH) die Dualen Studiengänge der Technischen Hochschule Mittelhessen (THM) an. Das Zentrum hat seinen Sitz am Campus Wetzlar der THM auf dem Gelände der ehemaligen Spilburg-Kaserne und inzwischen Außenstellen in Bad Hersfeld, Bad Vilbel, Bad Wildungen, Biedenkopf, Frankenberg (Eder) und Limburg an der Lahn. Das Studienangebot mit den Hochschulabschlüssen Bachelor und Master besteht seit dem 25. April 2001 und wurde sukzessive erweitert. Seit 2015 führt das ZDH auch die Weiterbildungsangebote der THM durch. Im Wintersemester 2024/25 studieren dort 1860 Studierende.

## Geschichte
Hinter StudiumPlus stehen drei Partner: die Technische Hochschule Mittelhessen (THM) als größte Hochschule für angewandte Wissenschaften in Hessen, das CompetenceCenter Duale Hochschulstudien StudiumPlus e. V. (CCD), in dem über 1000 Unternehmen und Einrichtungen zusammengeschlossen sind, sowie der Kammerverbund Mittelhessen unter Federführung der IHK Lahn-Dill. Diese Kooperation macht StudiumPlus zum größten Anbieter dualer Studiengänge in Hessen.
Der IHK-Verbund Mittelhessen unter der Federführung der IHK Wetzlar entwickelte zusammen mit der Hochschule um das Jahr 2000 ein Studienprogramm mit dem Ziel, akademische Lehre mit Berufspraxis zu verbinden. Vorbild waren die Berufsakademien in anderen Bundesländern. Damit die Unternehmen in Mittelhessen Fach- und Führungskräfte mit berufsqualifizierender Hochschulbildung erhalten, wurde 2000 das ZDH durch die THM und der Verein CompetenceCenter Duale Hochschulstudien – StudiumPlus e. V. (CCD) von Seiten der Unternehmen gegründet. Als Bindeglied zwischen den beiden Institutionen fungiert ein Kuratorium. Der erste Studiengang Wirtschaftsingenieurwesen nahm nach der Zustimmung durch das hessische Ministerium für Wissenschaft und Kunst (HMWK) und der Akkreditierung durch die Zentrale Evaluations- und Akkreditierungsagentur im Wintersemester 2001/02 mit 31 Studierenden und 28 Unternehmensmitgliedern seinen Betrieb auf. Es folgten die Studiengänge Wirtschaftswissenschaften (2002), Ingenieurwesen/Mikrosystemtechnik und Betriebswirtschaft (2003). 2004 wurden die ersten Absolventen verabschiedet, die Anzahl der Studierenden war auf 228 gestiegen, die der beteiligten Unternehmen auf 100. Die Zahl der Unternehmensmitglieder stieg von 150 (2005) auf 275 (2009), 350 (2010), 650 (2015) bis auf über 900 (2019). Seit dem 27. Oktober 2010 ist Wetzlar offizieller Hochschulstandort. Seit Oktober 2010 bestehen Außenstellen von StudiumPlus jeweils mit eigenen spezifischen Studiengängen in Bad Hersfeld, Bad Wildungen und Frankenberg, seit dem Wintersemester 2012/2013 in Biedenkopf, seit dem Wintersemester 2015/16 in Bad Vilbel und seit Wintersemester 2016/17 in Limburg an der Lahn.

## Campus

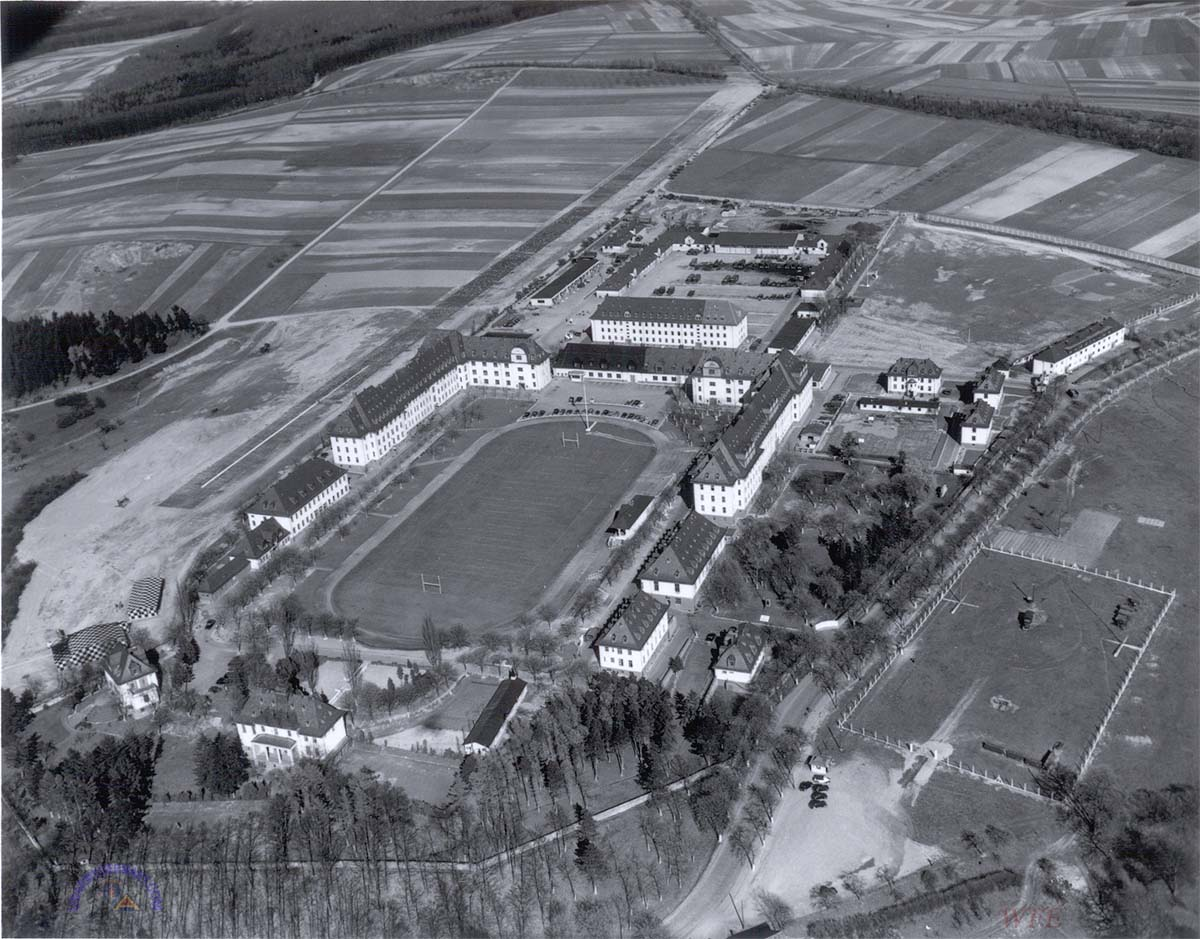
Historische Aufnahme von 1950 des heutigen Campusgeländes

Als Campus und Hauptsitz von StudiumPlus dient ein Gebäudeensemble in der früheren Spilburg-Kaserne im Osten der Stadt Wetzlar. Die Sachgesamtheit „Exerzierplatz mit umgebender Bebauung“ von 1914 (heute Charlotte-Bamberg-Straße, Steinbühlstraße, Spilburgstraße) ist ein eingetragenes Kulturdenkmal. Die Hochschuleinrichtung nutzt zwei der dreigeschossigen, verputzten Gebäude auf hohen Bruchsteinsockeln mit gaubenbesetzten Walmdächern. Zusammen mit der eingeschossigen ehemaligen Exerzierhalle gruppieren sich die Gebäude um einen großen historischen Exerzierhof, der heute Campusatmosphäre schafft.

## Organisation
Träger der dualen Studiengänge ist das Wissenschaftliche Zentrum Duales Hochschulstudium der THM mit Sitz in Wetzlar. Es ist für den Aufbau, die Durchführung und Weiterentwicklung der StudiumPlus-Angebote zuständig. Das ZDH wird als Nachfolger von Harald Danne seit Mai 2022 von Jens Minnert als Leitendem Direktor geführt. Aufgabe des Vereins CompetenceCenter Duale Hochschulstudien – StudiumPlus e. V., ebenfalls mit Sitz in Wetzlar, ist die Förderung der praxisnahen, wissenschaftlichen Ausbildung mit dem Ziel eines Hochschulabschlusses. Das CCD ist Kooperationspartner der THM, in ihm sind über 1000 Partnerunternehmen und -einrichtungen der THM zusammengeschlossen. Das CCD wird geleitet vom Vorstandsvorsitzenden Uwe Hainbach, von 2001 bis 2008 Präsident IHK zu Dillenburg und von 2008 bis 2014 Präsident der IHK Lahn-Dill. Das paritätisch besetzte Kuratorium StudiumPlus ist die Schnittstelle zwischen THM und Unternehmen und hat die Aufgabe, das ZDH bei seiner Entwicklung zu beraten und die Nutzung wissenschaftlicher und aus der betrieblichen Praxis gewonnener Erkenntnisse zu fördern. 2011 gründete StudiumPlus ein Fachkuratorium "Ehemalige", das mit Alumni besetzt ist, sowie ein Regionalkuratorium für die nordhessischen Außenstellen. Seit 2015 ist das ZDH zudem für die Weiterbildungsangebote der THM zuständig.

## Duales Studienprogramm
Im dualen Studienprogramm (Hochschulabschlüsse: Bachelor und Master) kommen akademische Lehre und Berufspraxis gleichermaßen zum Tragen. Das praxisnahe Studium vermittelt aber nicht nur Fachwissen, sondern bereitet auch auf die Berufstätigkeit vor, indem Angebote wie Unternehmensethik, soziale Kompetenzen und Etikette in die Curricula der Studiengänge aufgenommen wurden.
StudiumPlus bietet zurzeit acht Bachelor-Studiengänge und vier Master-Studiengänge an, unterteilt in verschiedene Fachrichtungen:
- Bauingenieurwesen (Bachelor mit dem Abschluss Bachelor of Engineering (B.Eng.)) in den Fachrichtungen Baumanagement, Konstruktion und Infrastruktur sowie Technische Gebäudeausrüstung
- Betriebswirtschaft (Bachelor mit dem Abschluss: Bachelor of Arts (B.A.)) in den Fachrichtungen Mittelstandsmanagement, Logistikmanagement, Krankenversicherungsmanagement und Wirtschaftsinformatik
- Ingenieurwesen Maschinenbau (Bachelor mit dem Abschluss Bachelor of Engineering (B.Eng.)) in den Fachrichtungen Allgemeiner Maschinenbau, Formgebung, Kälte- und Klimatechnik und Hygiene Design
- Ingenieurwesen Elektrotechnik (Bachelor mit dem Abschluss Bachelor of Engineering (B.Eng.)) in den Fachrichtungen Allgemeine Elektrotechnik und Technische Informatik
- Softwaretechnologie (Bachelor mit dem Abschluss Bachelor of Science (B.Sc.)) in den Fachrichtungen Data Science, IT-Security und Softwareentwicklung
- Wirtschaftsingenieurwesen (Bachelor mit dem Abschluss Bachelor of Engineering (B.Eng.)) in den Fachrichtungen Maschinenbau, Elektrotechnik, Vertrieb und Medizintechnik
- Digitale Verwaltung (Bachelor mit dem Abschluss: Bachelor of Arts (B.A.)) - Zum Start des Wintersemesters 2021/2022 bietet die Stadtverwaltung Wetzlar den neuen Studiengang an[14]

- Future Skills und Innovation (Master mit dem Abschluss of Science (M.Sc.))
- Prozessmanagement (Master mit dem Abschluss Master of Science (M.Sc.)) in den Fachrichtungen Steuerung von Geschäftsprozessen und Technische Prozesse
- Systems Engineering (Master mit dem Abschluss: Master of Engineering (M.Eng.)) in den Fachrichtungen Elektrotechnik und Maschinenbau
- Technischer Vertrieb (Master mit dem Abschluss Master of Engineering (M. Eng.))

## Weiterbildung
Das Weiterbildungsangebot von StudiumPlus umfasst verschiedene berufsbegleitende Weiterbildungsseminare, Zertifikatslehrgänge sowie Master-Studiengänge. Im Fokus aller Programme steht die systematische Kompetenzerweiterung, um den komplexer werdenden Anforderungen im Berufsleben gerecht zu werden.
Themen der Weiterbildungsseminare sind insbesondere Industrie 4.0, Veränderungsmanagement, Datenschutz und künstliche Intelligenz.

## Auszeichnungen
Der Erfolg von StudiumPlus wird durch Auszeichnungen unterstrichen:
- StudiumPlus wurde am 5. Mai 2006 durch den Stifterverband für die Deutsche Wissenschaft im Wettbewerb „ReformStudiengang Fachhochschule“ als eines von vier „Best-Practice-Beispielen“ für seine modellhaften und praxisorientierten Bachelor-Studiengänge im Sinne anwendungsorientierter Lehre ausgezeichnet.[15]
- 2010 wurde StudiumPlus der "Duales Studium Hessen Award 2010" verliehen. Das Hessische Ministerium für Wissenschaft und Kunst sowie das Hessische Ministerium für Wirtschaft, Energie, Verkehr und Landesentwicklung würdigten damit die herausragenden Leistungen im Zusammenwirken von Wissenschaft und Wirtschaft.[16][17]
- 2013 folgte eine weitere Auszeichnung durch den Stifterverband für die Deutsche Wissenschaft: StudiumPlus wurde als eine von 10 dualen Anbietern in Deutschland in das bundesweite "Qualitätsnetzwerk Duales Studium" berufen.
- Die Willy Robert Pitzer-Stiftung verlieh StudiumPlus 2013 eine Auszeichnung für die Entwicklung des Ausbildungskonzepts für "Assistenz System Koordinatoren".
- Seit 2008 werden die dualen Studiengänge bei den Hochschulrankings des Centrums für Hochschulentwicklung (CHE) jeweils in der Spitzengruppe gerankt.
- StudiumPlus ist exzellent beim Hochschulranking. Das duale Studienprogramm StudiumPlus hat beim Hochschulranking 2022/23 des Centrums für Hochschulentwicklung (CHE) hervorragende Noten erhalten. Bei dem nach Angaben der THM umfassendsten und detailliertesten Ranking im deutschsprachigen Raum seien dieses Mal die Studierenden der dualen Bachelor-Studiengänge Bauingenieurwesen, Ingenieurwesen Elektrotechnik und Ingenieurwesen Maschinenbau zu ihren Erfahrungen befragt worden. Alle drei Studienangebote schafften es in die bundesweite Elite.[18]